# Alejandro Alcázar
Alejandro César Fernández-Alves Alcázar (Tomelloso, Ciudad Real, España, 31 de mayo de 1954) es un exfutbolista español que se desempeñaba como guardameta.

## Clubes
| Club           | País   | Año       |
| -------------- | ------ | --------- |
| Rayo Vallecano | España | 1974-1984 |